# 王世充
王 世充（おう せいじゅう）は、隋末唐初に割拠した群雄の一人。洛陽を本拠に鄭国を建てた。
隋朝の有力な部将であり、煬帝の時代に反乱軍の討伐で活躍した。恭帝侗の時代には一大勢力の李密を鎮圧した。619年に恭帝侗を廃して鄭の皇帝に即位する。唐の李世民の攻撃を受けて夏国の竇建徳に救援を求め、竇建徳が李世民に敗れると唐に降伏した。巴蜀への流刑の途上、父親を王世充に殺されていた独孤修徳に殺害された。

## 生涯
祖先は西域出身であり、父親の王収のもとの姓は支であったが、祖母の再婚により王に改姓している。王世充は経史や兵法を好み、法律や占術に通じ、能弁であった。開皇年間に軍功により兵部員外郎に取り立てられた。大業年間には江都宮監に任命され、遠方の珍品を献上するなどして煬帝の信任を得た。
楊玄感の乱に応じて挙兵した朱燮、管崇を江南で打ち破り、その後も斉郡の孟讓や、厭次の格謙、盧明月ら各地の大小の勢力を次々と撃破した。勝つたびに功績を部下のものとし、戦利品を士卒に分け与えたため、王世充の配下は彼のために進んで働いた。
大業11年(615年)に突厥が煬帝を雁門で包囲した時、王世充は江都から徴発できる人全てを率いて雁門まで行って煬帝を救出しようとした。軍中では髪を結わず、顔も洗わず泣き悲しむこと際限なく、日夜甲冑姿で草の上に寝起きしていた。煬帝はこのことを聞くと王世充が自分のことを親愛しているのだと思い、ますます王世充を信任した。
煬帝の命で洛陽に派遣され、洛口倉を占領した李密を討伐したが100戦しても決着しなかった。煬帝は王世充を将軍に任じて改めて鎮圧を促し、王世充は洛口倉への襲撃を決行したものの大敗を喫し、それ以降戦わなかった。
大業14年（618年）、煬帝が宇文化及に殺害されると、洛陽では段達・王世充・元文都らが越王楊侗を皇帝に擁立した。王世充はその功により吏部尚書・鄭国公となる。元文都・盧楚らは李密を帰順させて宇文化及を討たせたが、王世充は李密の帰順に反発して元文都・盧楚・郭文懿・趙長文を殺害し、朝政を専断するに至った。ほどなく李密を破って太尉となり、やがて相国に昇進する。
619年、恭帝侗を廃して自ら皇帝に即位した。国号を鄭とし、元号を開明に改め、現在の河南省北部を支配した。王世充を暗殺して再び楊侗の擁立を謀った裴仁基・宇文儒童らを殺し、のちに同様の陰謀を防ぎ後顧の憂いを断つため楊侗を殺害した。
王世充の統治は過酷なものであり、開明2年（620年）7月に唐の李世民が洛陽を包囲した際には多くの者が唐に降った。夏国の竇建徳に救援を依頼したが、竇建徳が虎牢の戦いで李世民に捕らわれると、王世充は唐に降伏した。平民に落とされ、一族とともに巴蜀への流刑に処せられた。その途上、雍州の廨舎で仇家である定州刺史独孤修徳により殺害された。

## 宗室

### 父
- 王収（支収） - 隋の汴州長史

### 兄
- 王世師
- 王世衡
- 王世偉
- 王世惲

### 子
- 王玄応 - 鄭国の皇太子。唐に処刑された。
- 王玄恕 - 鄭国の王。唐に処刑された。
- 王玄瓊

## 伝記資料
- 『隋書』巻85（列伝第50）「王充伝」
「世」の字が唐の太宗李世民の諱に触れるため、「王充」と記されている。
- 『北史』巻79（列伝第67）「王世充伝」
- 『旧唐書』巻54（列伝第4）「王世充伝」
- 『新唐書』巻85（列伝第10）「王世充伝」